# Helopsaltes pryeri
La yerbera japonesa (Helopsaltes pryeri, antes llamada Locustella pryeri) es una especie de ave paseriforme de la familia Locustellidae propia del este de Asia.

## Distribución y hábitat
La yerbera japonesa viven en el este de China, el extremo suroriental de Rusia, el este de Mongolia, Japón, Corea del Norte. Su hábitat natural son los pantanos.